# Florian Templ
Florian Templ (sinh 1 tháng 10 năm 1988) là một cầu thủ bóng đá Áo đang thi đấu cho FC Blau-Weiß Linz.